# Прапор Олександрії (Рівненський район)
Прапор Олександрії — офіційний символ села Олександрія, Рівненського району Рівненської області, затверджений 15 травня 1998 р. рішенням сесії Олександрійської сільської ради. 
Автори — А. Гречило та Ю. Терлецький.

## Опис
Квадратне полотнище, на синьому тлі у жовта літера «О», над нею жовта княжа корона із червоним підкладом, від древка проходить жовта лиштва, завширшки в 1/5 сторони прапора.

## Значення символів
Нові символи розкривають назву села та розповідають про історію його виникнення, підкреслюючи роль князів Острозьких.